# Từ lóng LGBT
Bài viết chứa các từ lóng về LGBT.

## Không kỳ thị
Trong một số tài liệu, sách báo,... việc sử dụng những từ dưới đây được xem là không kỳ thị đối với người đồng tính:
- Đồng tính
- Đồng tính luyến ái nam
- Gay
- Đồng tính luyến ái nữ
- Lesbian (les)
- Fem (Female)
- SB (Soft-Bucht)
- B (Bucht)

## Kỳ thị
Những từ thể hiện sự kỳ thị dành cho cộng đồng LGBT, dễ làm họ tổn thương:
- Pê-đê (rút gọn từ tiếng Pháp pédérastie): thường được sử dụng trong thực tế để chỉ những người đồng tính, chuyển giới thay vì chỉ mối quan hệ tình dục giữa người đàn ông trưởng thành với một nam thiếu niên (yêu trai trẻ) trong từ nguyên tiếng Pháp.
- Thuật ngữ "đồng cô" ban đầu để chỉ người đàn ông mặc trang phục phụ nữ trong các nghi lễ tín ngưỡng, sau đó được mở rộng để chỉ người mặc quần áo người khác giới và rồi để chỉ người đồng tính nam.[3] Thuật ngữ tương tự là bóng, bống, bóng cậu, bóng lộ, bóng kín, đồng bóng[1][4] phần lớn khi được sử dụng đều thể hiện thái độ không thiện cảm, không có cái nhìn tốt, thậm chí là sự miệt thị, khinh khi dành cho thường dùng cho người đồng tính nam, đặc biệt cho những người có cách ăn mặc, trang điểm sặc sỡ, lòe loẹt, .
- Ô-môi (có thể từ cây ô môi hoặc nói trại từ tiếng Pháp homo): thường dùng cho người đồng tính nữ, vốn không hề có ý nghĩa mang tính khiếm nhã nhưng khi du nhập vào Việt Nam, người sử dụng nó thường kèm theo thái độ xúc phạm. Chính vì thế, nó thường gây ra cảm giác khó chịu cho người được nhắc đến.
- Cong: khác với thẳng, một nghĩa khác của từ straight vốn để chỉ người dị tính trong tiếng Anh
- Ái nam ái nữ, bán nam bán nữ: chỉ người chuyển giới hoặc cả người chuyển giới và đồng tính.
- Hi-fi, hai thì
- Xăng pha nhớt, nhớt già, nhớt trẻ
- S, "lét"
- Đa hệ